# 拓跋沙莫雄
拓跋沙莫雄，又寫為拓跋沙漠雄，又名長孫仁，拓跋氏，為拓跋部領袖，曾為鮮卑南部大人。為拔拔氏與河南長孫氏始祖。可能即是拓跋翳槐，或是長孫仁。

## 生平
據《新唐書》記載，沙莫雄為拓跋鬱律長子，拓跋什翼犍之兄。曾為鮮卑南部大人，其子長孫嵩。

## 類似記載
《魏書》記載，拓跋鬱律長子為拓跋翳槐，

## 現代考證
學者姚薇元在《北朝胡姓考》中，認為拓跋沙莫雄為虛構人物，不存在。
學者Jennifer Holmgren接受胡三省說法，認為拓跋沙莫雄，即長孫仁。